# Rudolf Jaffé

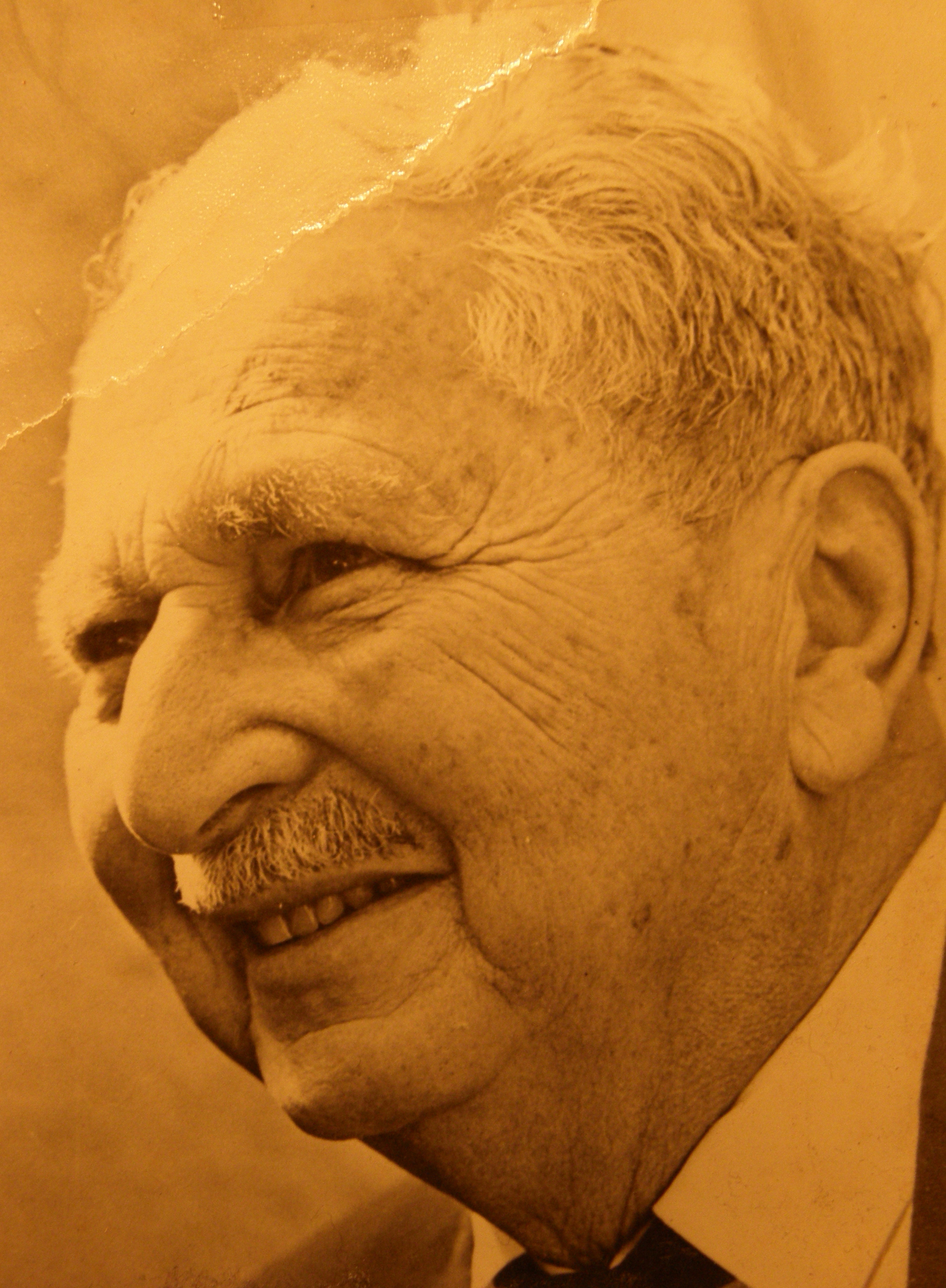
Rudolf Jaffé

Rudolf Jaffé (geboren 14. Oktober 1885 in Berlin; gestorben 13. März 1975 in Caracas) war ein deutsch-venezolanischer Pathologe und Hochschullehrer.

## Leben
Rudolf Jaffé, Sohn des jüdischen Berliner Chemikers und Industriellen Benno Jaffé, studierte in Berlin, München und Freiburg Medizin. In Berlin wurde er 1905 wie sein Vater Mitglied des Corps Marchia. In den Jahren 1909 und 1910 arbeitete er am Tropeninstitut in Hamburg. Anschließend war er Schiffsarzt in Ostasien, bevor er 1911 als Assistent am Hygieneinstitut Gießen eine Ausbildung in Bakteriologie absolvierte. 1912 wechselte er zum Senckenbergischen Institut in Frankfurt am Main. Im Ersten Weltkrieg diente er als Truppenarzt in Galizien und Rumänien. Danach war er Heerespathologe in Wilna. Er erhielt das Eiserne Kreuz II. Klasse. 1919 habilitierte er sich in Frankfurt und wurde hier 1922 zum außerordentlichen Professor ernannt. 1926 übernahm er die Leitung des Pathologisch-bakteriologischen Institutes Berlin-Moabit, die er bis zu seiner Zwangspensionierung durch die Nationalsozialisten bis 1934 innehatte. Zuvor war er Anfang August 1933 von dem Neuropathologen und Nationalsozialisten Berthold Ostertag in SA-Uniform von seinem Arbeitsplatz vertrieben worden.
1936 emigrierte er nach Venezuela und baute dort nach deutschem Vorbild das Institut für Pathologie am Hospital Vargas, Caracas, auf, das heute zur Universidad Central de Venezuela gehört. Nach dem Zweiten Weltkrieg hatte er ohne Vorbehalte wieder Kontakt zu seinen früheren Kollegen in Deutschland und beteiligte sich an den Versammlungen der Deutschen Gesellschaft für Pathologie. 1953 trat in den Ruhestand.
Vor seiner Emigration arbeitete er unter anderem über die Lipoide in den endokrine Drüsen. In seinen venezolanischen Arbeiten lag ein Schwerpunkt auf Infektionskrankheiten wie Bilharziose und Syphilis.

## Ehrungen

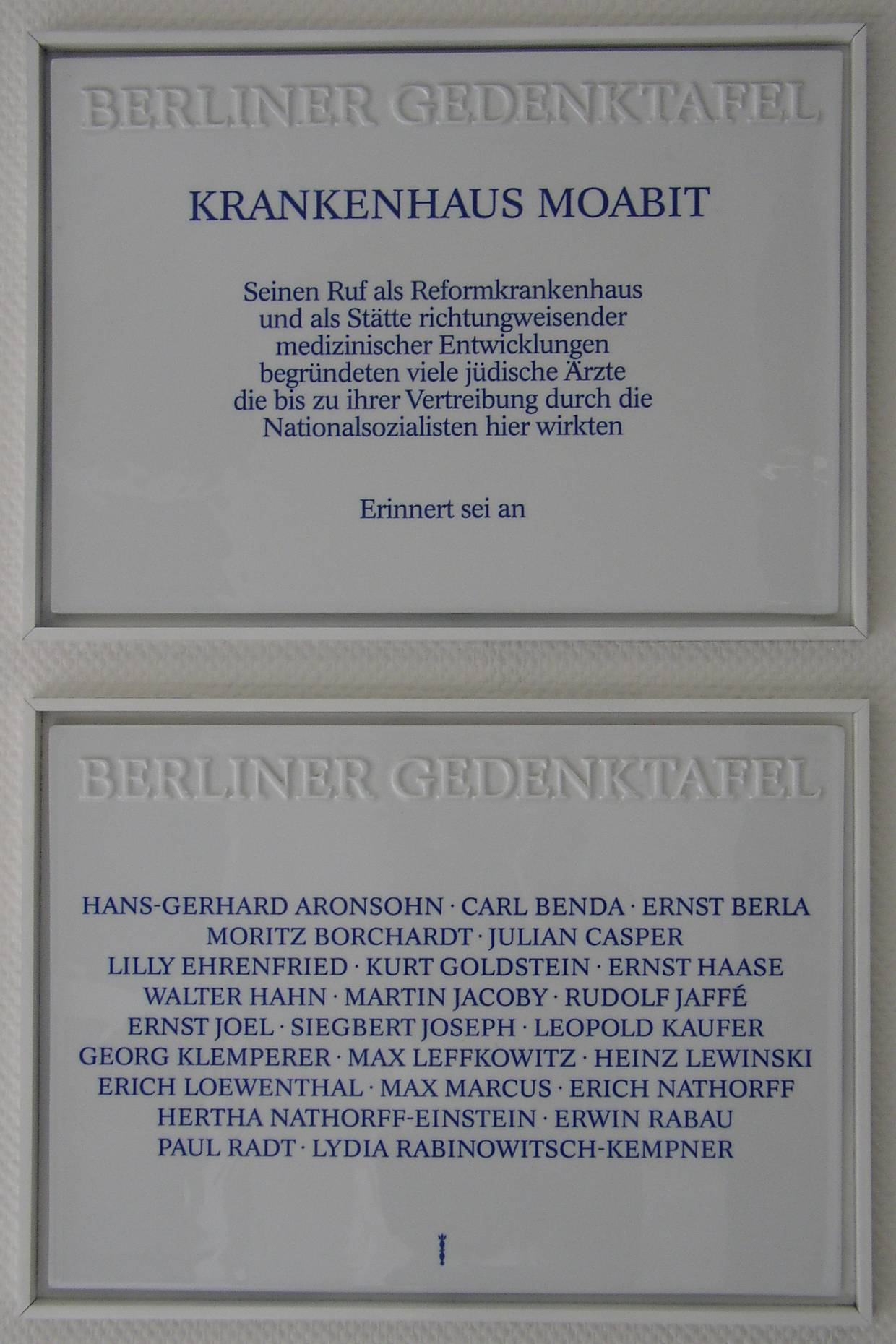
Berliner Gedenktafel (im Eingang K des Hauses M)

Im Eingang K des Hauses M des Krankenhauses Moabit erinnert eine Tafel an die 24 jüdischen Ärztinnen und Ärzte, die 1934 durch die Nationalsozialisten durch Zwangspensionierung aus dem Dienst entlassen wurden, unter ihnen auch Rudolf Jaffé. 1954 wurde ihm das Große Verdienstkreuz der Bundesrepublik Deutschland verliehen.

## Schriften
- Leitfaden der pathologischen Anatomie für Zahnärzte und Studierende der Zahnheilkunde. Meusser, Berlin 1923.
- hrsg. mit Felix Blumenfeld: Pathologie der oberen Luft- und Speisewege. Kabitzsch, Leipzig 1929.
- Was lehrt uns die Bilharzia-Zirrhose in bezug auf die Probleme der Leber-Zirrhose? In: Schweizerische Medizinische Wochenschrift. Bd. 72 (1942), H. 23, S. 1149–1154.
- Die anatomischen Veränderungen bei Syphilis in Venezuela. In: Schweizerische Medizinische Wochenschrift. Bd. 79 (1949), H. 2, S. 33–38.